# Crom Castle

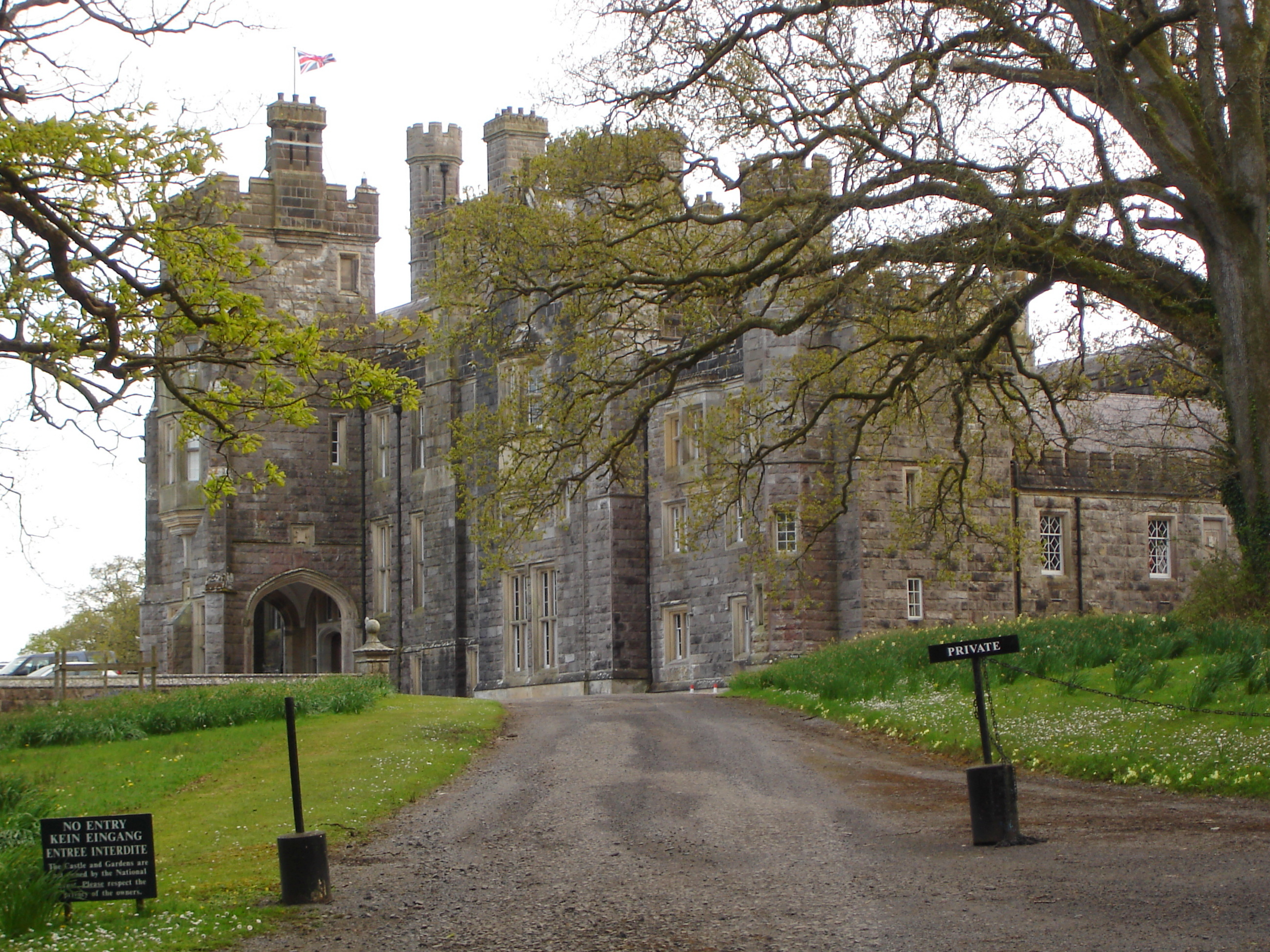
Crom Castle

Crom Castle (irisch Caisleán na Croime) ist eine Burg an den Ufern des oberen Lough Erne im nordirischen County Fermanagh. Sie liegt in einem Anwesen von 7,7 km² Größe. Die heutige Burg wurde 1840 im viktorianischen Stil errichtet. Die Burg ist in privater Hand der Familie Crichton. Im Westflügel können private Hochzeitsfeiern abgehalten werden oder er kann für private Veranstaltungen angemietet werden.

## Crom Old Castle

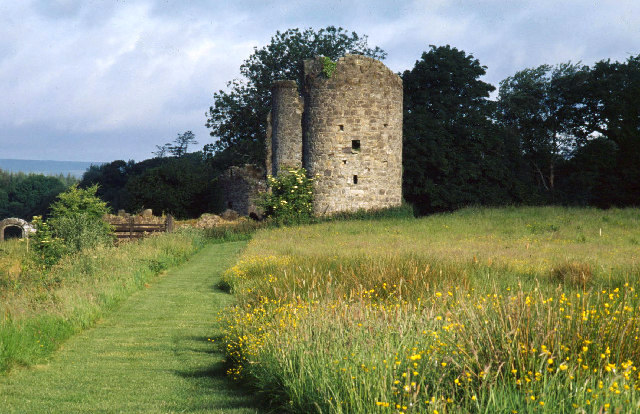
Die Ruinen von Crom Old Castle

Auf dem Anwesen von Crom Castle befindet sich ebenfalls Crom Old Castle (Seanchaisleán na Croime), die Ruine eines alten Wohnturmes, den die Familie Balfour, schottische „Planter“ (Kolonisateure), 1611 errichten ließ. Später erwarb die Familie Crichton, die Earls of Erne, Gelände und Burg. Die Burg, die zwei jakobitische Belagerungen überstand, brannte 1764 nieder. Crom Old Castle ist zusammen mit seinem Garten als Scheduled Monument gelistet.

## Crom Estate
Das Anwesen wird vom National Trust verwaltet. Dort finden sich viele Einrichtungen aus alter Zeit, wie z. B. alte Bauernhöfe, ein Bootshaus, in dem einst der Lough Erne Yacht Club beheimatet war, ein Teehaus, die Kirche, ein Schulhaus und Weiteres.

## Im Fernsehen
Die Fernsehproduktion Blandings nach P. G. Wodehouse wurde 2013 von der BBC auf Crom Castle gedreht.